# Clavatula
Clavatula là một chi ốc biển, là động vật thân mềm chân bụng sống ở biển trong họ Clavatulidae.

## Các loài
Các loài thuộc chi Clavatula bao gồm:
- Clavatula annielonae Nolf & Verstraeten, 2007[2]
- Clavatula asamusiensis Nomura & Zinbo, 1940[3]
- Clavatula bimarginata (Lamarck, 1822)[4]
- Clavatula caerulea (Weinkauff & Kobelt, 1875)[5]
- Clavatula candidus (Philippi, 1848)[6]
- Clavatula colini Von Maltzan, 1883[7]
- Clavatula congoensis Nolf & Verstraeten, 2008[8]
- Clavatula coronata Lamarck, 1801[9]
- Clavatula cossignanii Ardovini, 2004[10]
- Clavatula decorata Sowerby III, 1916[11]
- Clavatula delphinae Nolf, 2008[12]
- Clavatula diadema (Kiener, 1840)[13]
- Clavatula filograna Odhner, 1923[14]
- Clavatula flammulata Knudsen, 1952[15]
- Clavatula gabonensis Melvill, 1923[16]
- Clavatula gracilior Sowerby II, 1870[17]
- Clavatula hattenbergeri Nolf & Verstraeten, 2008[18]
- Clavatula helena Bartsch, 1915[19]
- Clavatula imperialis Lamarck[20]
- Clavatula knudseni Nolf & Verstraeten, 2007[21]
- Clavatula kraepelini (Strebel, 1914)[22]
- Clavatula lelieuri (Récluz, 1851)[23]
- Clavatula marmarina (Watson, 1881)[24]
- Clavatula martensi Von Maltzan, 1883[25]
- Clavatula matthiasi Nolf, 2008[26]
- Clavatula milleti (Petit de la Saussaye, 1851)[27]
- Clavatula muricata (Lamarck, 1822)[28]
- Clavatula mystica (Reeve, 1843)[29]
- Clavatula nathaliae Nolf, 2006[30]
- Clavatula obesa Reeve[31]
- Clavatula perronii (Reeve, 1843)[32]
- Clavatula petzyae Boyer & Ryall, 2006[33]
- Clavatula pfefferi (Strebel, 1912)[34]
- Clavatula pseudomystica Nolf, 2008[35]
- Clavatula quinteni Nolf & Verstraeten, 2006[36]
- Clavatula rubrifasciata (Reeve, 1845)[37]
- Clavatula rubrofasciata Reeve[38]
- Clavatula sacerdos (Reeve, 1845)[39]
- Clavatula smithi Knudsen, 1952[40]
- Clavatula solangeae Bozzetti, 2006[41]
- Clavatula spirata Lamarck[42]
- Clavatula strebeli Knudsen, 1952[43]
- Clavatula subspirata (Martens, 1902)[44]
- Clavatula taxea (Röding, 1798)[45]
- Clavatula tripartita (Weinkauff & Kobelt, 1876)[46]
- Clavatula virgineus (Dillwyn, 1817)[47]
- Clavatula xanteni Nolf & Verstraeten, 2006[48]